# Campionati del mondo di atletica leggera 2005 - Getto del peso maschile
La gara di getto del peso maschile dei Campionati del mondo di atletica leggera di Helsinki 2005 si è disputata nella giornata del 6 agosto 2005, con le qualificazioni nella sessione mattutina e la finale nella sessione serale.

## Podio
| Pos.    | Atleta       | Nazionalità | Misura  |
| ------- | ------------ | ----------- | ------- |
| Oro     | Adam Nelson  | Stati Uniti | 21,73 m |
| Argento | Rutger Smith | Paesi Bassi | 21,29 m |
| Bronzo  | Ralf Bartels | Germania    | 20,99 m |

## Situazione pre-gara

### Record
Prima di questa competizione, il record del mondo (WR) e il record dei campionati (CR) erano i seguenti.
| Record                | Prestazione | Atleta                   | Data                                           | Competizione              |
| --------------------- | ----------- | ------------------------ | ---------------------------------------------- | ------------------------- |
| Record mondiale       | 23,12 m     | Randy Barnes Stati Uniti | 20 maggio 1990 Westwood, Stati Uniti d'America |                           |
| Record dei campionati | 22,23 m     | Werner Günthör Svizzera  | 29 agosto 1987 Roma, Italia                    | Campionati del mondo 1987 |

### Campioni in carica
I campioni in carica, a livello mondiale e continentale, erano:
| Campione | Atleta                       | Prestazione | Data                                      | Competizione                  |
| -------- | ---------------------------- | ----------- | ----------------------------------------- | ----------------------------- |
| Olimpico | Jurij Bilonoh Ucraina        | 21,16 m     | 18 agosto 2004 Atene, Grecia              | Giochi della XXVIII Olimpiade |
| Mondiale | Andrėj Michnevič Bielorussia | 21,69 m     | 23 agosto 2003 Parigi, Francia            | Campionati del mondo 2003     |
| Europeo  | Jurij Bilonoh Ucraina        | 21,37 m     | 6 agosto 2002 Monaco di Baviera, Germania | Campionati europei 2002       |

### La stagione
Prima di questa gara, gli atleti con le migliori tre prestazioni dell'anno erano:
| Pos. | Atleta                         | Prestazione | Data                                           |
| ---- | ------------------------------ | ----------- | ---------------------------------------------- |
| 1    | John Godina Stati Uniti        | 22,20 m     | 22 maggio 2005 Carson, Stati Uniti d'America   |
| 2    | Christian Cantwell Stati Uniti | 21,67 m     | 4 giugno 2005 Siviglia, Spagna                 |
| 3    | Adam Nelson Stati Uniti        | 21,58 m     | 11 giugno 2005 New York, Stati Uniti d'America |

A breve distanza seguivano l'olandese Rutger Smith con la misura di 21,41 m, il tedesco Ralf Bartels con 21,36 metri e il danese Joachim Olsen con 21,32 metri.

## Gara
Qualificazioni - Le qualificazioni si aprono nella mattinata del 9 agosto. Le condizioni climatiche sono abbastanza favorevoli con un clima soleggiato. La misura richiesta per l'accesso alla finale è di 20,25 metri, o delle 12 migliori misure.
La gara si apre subito con il lancio del campione mondiale in carica Andrėj Michnevič che si qualifica immediatamente con 20,54 metri. Dopo di lui scende in pedana Christian Cantwell che con il suo 21,11 metri non solo accede alla finale ma effettua la miglior misura della sessione.
Anche nel gruppo B arrivano subito delle qualificazioni automatiche con il tedesco Ralf Bartels a 20,56 metri e l'olandese Rutger Smith con 20,26 metri.
Al secondo turno di lanci si aggiunge ai qualificati Adam Nelson con 20,35 metri, mentre al terzo turno si qualificano Joachim Olsen con 20,85 metri e Mikuláš Konopka con 20,39 m.
Ai 7 qualificati si aggiungono poi ulteriori 5 misure fino al 20,07 metri del britannico Carl Myerscough.
A sorpresa non riesce ad accedere alla finale lo statunitense John Godina, 3 volte campione del mondo e leader mondiale dell'anno con 22,20 metri. Dopo un iniziale 19,22 fatto al primo turno non riesce a lanciare oltre a 19,54 metri fermandosi lontano dalle prime 12 posizioni.
Altri eliminati eccellenti sono lo spagnolo Manuel Martínez e il sudafricano Janus Robberts.
Finale - Dopo il sole che si era visto durante il turno di qualificazioni della sessione mattutina, durante la serata le condizioni climatiche risultarono più difficili.
Il grosso della gara si decise subito al primo turno.
Rutger Smith scende in pedana come primo atleta e parte subito bene con un lancio a 21,29 metri, piazzandosi saldamente in testa alla competizione. Le risposte degli avversari non si fanno attendere: scende in pedana il campione olimpico in carica Jurij Bilonoh che lancia a 20,89 metri piazzandosi alle sue spalle.
Lo segue il campione in carica Andrėj Michnevič che apre la sua gara con un 20,73 metri.
Ma sarà Adam Nelson a prendere in mano le redini della gara: sceso in pedana con la sua classica rincorsa, riesce a gettare il suo attrezzo da 7,260 Kg fino alla misura di 21,73 metri, suo primato stagionale.
Dopo questa prestazione le speranze degli avversari dello statunitense Nelson di riuscire a conquistare la medaglia d'oro sembrano svanire.
Christian Cantwell, secondo nella classifica mondiale dell'anno e ultimo atleta a scendere in pedana nel primo turno, prova a ribattere fermandosi però a 20,87 metri a soli due centimetri dal podio.
Smith non si lascia abbattere dalla grande prestazione di Nelson e continua a lanciare ancora oltre ai 21 metri senza però incrementare la propria misura (21,04 al secondo turno e 21,23 al terzo).
Anche Nelson non rimane a guardare lanciando prima a 21,28 e poi a 21,68.
Ai piedi del podio non accadono grossi capovolgimenti di classifica a parte il 20,73 metri del danese Joachim Olsen che va ad eguagliare la prestazione di Michnevič.
Con le posizioni di testa momentaneamente congelate si accende la lotta nelle retrovie per la conquista dell'ottavo posto utile per accedere agli ulteriori tre lanci della finale.
Il polacco Majewski al terzo turno riesce a scalzare dall'ottavo posto Tepa Reinikainen grazie ai suoi 20,23 metri ma non ha nemmeno il tempo per esultare che il finlandese Ville Tiisanoja lo ricaccia in nona posizione lanciando fino a 20,57 metri.
Con le prime 8 piazze ormai decise le posizioni sembrano assestarsi con Cantwell, Michnevich e Olsen che non riescono a migliorarsi per insidiare il bronzo nelle mani dell'ucraino Bilonoh.
Dalle retrovie però parte la rimonta del tedesco Ralf Bartels, noto per riuscire a dare il meglio di sé all'ultimo lancio di gara.
Al quarto turno incrementa la sua prestazione fino a 20,77 metri piazzandosi saldamente in quinta posizione ma sarà proprio all'ultimo lancio di gara che riuscirà a cambiare le sorti della gara: sceso in pedana riesce a gettare il suo peso fin sulla fettuccia dei 21 metri cogliendo così la terza posizione grazie ad un 20,99.
Per Adam Nelson arriva questa importante vittoria dopo una lunga sequenza di secondi posti.
Per i Paesi Bassi è un risultato storico essendo la prima medaglia vinta ad un campionato mondiale in questa specialità.

## Risultati
Dopo la squalifica per doping dell'ucraino Jurij Bilonoh, l'8 marzo 2013, viene data notizia della positività del pesista bielorusso Andrėj Michnevič a dei controlli antidoping postumi effettuati su campioni di urine prelevati 8 anni prima, ai mondiali di Helsinki 2005.
Trattandosi della seconda squalifica per doping di Michnevič, il 13 giugno 2013 l'organo disciplinare della IAAF ha deciso di squalificare a vita l'atleta annullando tutti i risultati successivi all'agosto 2005.

### Qualificazioni
La qualificazione si è svolta a partire dalle 10:00 del 6 agosto 2005.
Si qualificano per la finale i concorrenti che ottengono una misura di almeno 20,25 m; in mancanza di 12 qualificati, accedono alla finale i primi 12 atleti della qualificazione.
| Pos. | Gruppo | Atleta                   | Nazionalità          | 1ª prova | 2ª prova | 3ª prova | Misura  | Note |
| ---- | ------ | ------------------------ | -------------------- | -------- | -------- | -------- | ------- | ---- |
| 1    | A      | Christian Cantwell       | Stati Uniti          | 21,11 m  |          |          | 21,11 m | Q    |
| 2    | A      | Joachim Olsen            | Danimarca            | 20,16 m  | 19,82 m  | 20,85 m  | 20,85 m | Q    |
| 3    | B      | Ralf Bartels             | Germania             | 20,56 m  |          |          | 20,56 m | Q    |
| 4    | B      | Mikuláš Konopka          | Slovacchia           | 19,73 m  | x        | 20,39 m  | 20,39 m | Q    |
| 5    | A      | Adam Nelson              | Stati Uniti          | x        | 20,35 m  |          | 20,35 m | Q    |
| 6    | B      | Rutger Smith             | Paesi Bassi          | 20,26 m  |          |          | 20,26 m | Q    |
| 7    | A      | Tepa Reinikainen         | Finlandia            | 19,87 m  | 20,19 m  | 20,06 m  | 20,19 m | q    |
| 8    | B      | Ville Tiisanoja          | Finlandia            | 19,85 m  | 19,57 m  | 20,18 m  | 20,18 m | q    |
| 9    | A      | Tomasz Majewski          | Polonia              | 20,04 m  | 20,12 m  | 20,09 m  | 20,12 m | q    |
| 10   | A      | Carl Myerscough          | Regno Unito          | 19,88 m  | 20,07 m  | 19,68 m  | 20,07 m | q    |
| 11   | A      | Gheorghe Gușet           | Romania              | 19,44 m  | 19,60 m  | 19,83 m  | 19,83 m |      |
| 12   | B      | Khalid Habash Al-Suwaidi | Qatar                | 19,72 m  | x        | 19,56 m  | 19,72 m |      |
| 13   | B      | Anton Ljuboslavskij      | Russia               | 18,81 m  | x        | 19,56 m  | 19,56 m |      |
| 14   | A      | Manuel Martínez          | Spagna               | 19,49 m  | 19,55 m  | 19,28 m  | 19,55 m |      |
| 15   | B      | John Godina              | Stati Uniti          | 19,22 m  | x        | 19,54 m  | 19,54 m |      |
| 16   | A      | Petr Stehlík             | Rep. Ceca            | 18,98 m  | 19,48 m  | x        | 19,48 m |      |
| 17   | B      | Dragan Perić             | Serbia e Montenegro  | 19,12 m  | 19,27 m  | 19,46 m  | 19,46 m |      |
| 18   | A      | Miroslav Vodovnik        | Slovenia             | 18,60 m  | 18,58    | 19,28 m  | 19,28 m |      |
| 19   | B      | Taavi Peetre             | Estonia              | x        | 19,20 m  | 19,08 m  | 19,20 m |      |
| 20   | B      | Juryj Bjaloŭ             | Bielorussia          | 18,50 m  | x        | 19,16 m  | 19,16 m |      |
| 21   | A      | Ivan Juškov              | Russia               | 18,77 m  | 18,98 m  | x        | 18,98 m |      |
| 22   | B      | Hamza Alić               | Bosnia ed Erzegovina | 18,29 m  | 18,77 m  | 18,65 m  | 18,77 m |      |
| 23   | A      | Marco Antonio Verni      | Cile                 | x        | x        | 18,60 m  | 18,60 m |      |
| 24   | B      | Edis Elkasević           | Croazia              | 18,47 m  | 18,59 m  | x        | 18,59 m |      |
| 25   | A      | Dorian Scott             | Giamaica             | 18,10 m  | x        | 18,33 m  | 18,33 m |      |
| -    | B      | Pavel Lyžyn              | Bielorussia          | x        | x        | x        | NM      |      |
| -    | B      | Janus Robberts           | Sudafrica            | x        | x        | x        | NM      |      |
| dq   | A      | Andrėj Michnevič         | Bielorussia          | 20,54 m  |          |          | 20,54 m | Q    |
| dq   | B      | Jurij Bilonoh            | Ucraina              | 20,21 m  | x        | 19,87 m  | 20,21 m | q    |
| -    | A      | Shaka Sola               | Samoa                | /        | /        | /        | DNS     |      |

Legenda: 
- x = Lancio nullo;
- Q = Qualificato direttamente;
- q = Ripescato;
- RN = Record nazionale;
- RP = Record personale;
- PS = Personale stagionale;
- NM = Nessun lancio valido;
- DNS = Non è sceso in pedana.

### Finale
La finale si è svolta a partire dalle 21:00 del 6 agosto 2005 ed è terminata dopo un'ora circa.
| Pos.    | Atleta             | Nazionalità | 1ª prova | 2ª prova | 3ª prova | 4ª prova | 5ª prova | 6ª prova | Misura  | Note                                     |
| ------- | ------------------ | ----------- | -------- | -------- | -------- | -------- | -------- | -------- | ------- | ---------------------------------------- |
| Oro     | Adam Nelson        | Stati Uniti | 21,73 m  | 21,28 m  | 21,68 m  | x        | 21,04 m  | x        | 21,73 m | Miglior prestazione personale stagionale |
| Argento | Rutger Smith       | Paesi Bassi | 21,29 m  | 21,04 m  | 21,23 m  | 20,87 m  | x        | 20,66 m  | 21,29 m |                                          |
| Bronzo  | Ralf Bartels       | Germania    | 20,30 m  | x        | 20,61 m  | 20,77 m  | 20,53 m  | 20,99 m  | 20,99 m |                                          |
| 4       | Christian Cantwell | Stati Uniti | 20,87 m  | x        | x        | x        | 20,57 m  | x        | 20,87 m |                                          |
| 5       | Joachim Olsen      | Danimarca   | 20,13 m  | 20,73 m  | x        | 20,49 m  | 19,68 m  | x        | 20,73 m |                                          |
| 6       | Ville Tiisanoja    | Finlandia   | 18,29 m  | 19,95 m  | 20,57 m  | 20,04 m  | 20,15 m  | x        | 20,57 m |                                          |
| 7       | Tomasz Majewski    | Polonia     | 20,08 m  | x        | 20,23 m  |          |          |          | 20,23 m |                                          |
| 8       | Tepa Reinikainen   | Finlandia   | 19,69 m  | 20,09 m  | 19,31 m  |          |          |          | 20,09 m |                                          |
| 9       | Mikuláš Konopka    | Slovacchia  | 19,33 m  | 19,67 m  | 19,72 m  |          |          |          | 19,72 m |                                          |
| 10      | Carl Myerscough    | Regno Unito | 19,15 m  | 19,67 m  | x        |          |          |          | 19,67 m |                                          |
| dq      | Jurij Bilonoh      | Ucraina     | 20,89 m  | x        | 20,32 m  | 20,42 m  | 20,81 m  | x        | 20,89 m |                                          |
| dq      | Andrėj Michnevič   | Bielorussia | 20,73 m  | 20,43 m  | 20,72 m  | x        | 20,36 m  | 20,74 m  | 20,74 m |                                          |

Legenda: 
- x = Lancio nullo;
- RN = Record nazionale;
- RP = Record personale;
- PS = Personale stagionale;
- NM = Nessun lancio valido;
- DNS = Non è sceso in pedana.